# رايموند بيرغ
رايموند بيرغ (بالإنجليزية: Raymond Berg)‏ هو مهندس معماري أسترالي، ولد في 1913، وتوفي في 1989.